# Озеро Маньяра (національний парк)
Національний парк «Озеро Маньяра» — це охоронна територія в регіонах Танзанії Аруша і Маньяра, розташована між озером Маньяра і Великою рифтовою долиною. Площа парка 325 км2, включаючи близько 230 км2 поверхні озера. На озері зафіксовано понад 350 видів птахів.

## Історія
З 1920-х років територія озера Маньяра використовувалася для полювання. У 1957 році було організовано заповідник. У 1960 році йому було надано статус національного парку, а в 1974 році його було дещо розширено (на 550 га) на півдні. Більша частина території парку — це вузька смуга, що проходить між стіною Грегорі-Ріфт на заході та лужним озером Маньяра, на сході. Національний парк включає лише північно-західний квадрант озера, приблизно 200 км2. Це частина набагато більшого біосферного заповідника озера Маньяра, заснованого в 1981 році ЮНЕСКО в рамках програми «Людина і біосфера».

## Клімат
Існує два сезони дощів — «короткі дощі» з листопада по грудень і «тривалі дощі» з березня по травень. Найбільш вологий місяць (з найбільшою кількістю опадів) — квітень (161 мм опадів), він також має найбільшу кількість дощових днів (19 днів). Найсухіші місяці (з найменшою кількістю опадів) — липень, серпень і вересень (1 мм). Вересень також має найменшу середню кількість дощових днів (2 дні). Найтеплішими місяцями (з найвищою середньою високою температурою) є січень, лютий і березень, в середньому 30 градусів. Місяці з найнижчою середньою високою температурою — червень і липень, в середньому 25 °C (77 °F) . Прилеглі високогір'я, як правило, прохолодніше з більшою кількістю опадів.
| Клімат {{{location}}} | Клімат {{{location}}} | Клімат {{{location}}} | Клімат {{{location}}} | Клімат {{{location}}} | Клімат {{{location}}} | Клімат {{{location}}} | Клімат {{{location}}} | Клімат {{{location}}} | Клімат {{{location}}} | Клімат {{{location}}} | Клімат {{{location}}} | Клімат {{{location}}} | Клімат {{{location}}} |
| Показник              | Січ.                  | Лют.                  | Бер.                  | Квіт.                 | Трав.                 | Черв.                 | Лип.                  | Серп.                 | Вер.                  | Жовт.                 | Лист.                 | Груд.                 |                       |
| --------------------- | --------------------- | --------------------- | --------------------- | --------------------- | --------------------- | --------------------- | --------------------- | --------------------- | --------------------- | --------------------- | --------------------- | --------------------- | --------------------- |

| Кліматичні дані для озера Маньяра        | Кліматичні дані для озера Маньяра | Кліматичні дані для озера Маньяра | Кліматичні дані для озера Маньяра | Кліматичні дані для озера Маньяра | Кліматичні дані для озера Маньяра | Кліматичні дані для озера Маньяра | Кліматичні дані для озера Маньяра | Кліматичні дані для озера Маньяра | Кліматичні дані для озера Маньяра | Кліматичні дані для озера Маньяра | Кліматичні дані для озера Маньяра | Кліматичні дані для озера Маньяра | Кліматичні дані для озера Маньяра |
| місяць                                   | січня                             | лютий                             | березень                          | квіт                              | Може                              | черв                              | лип                               | серп                              | вер                               | жовт                              | Листопад                          | груд                              | рік                               |
| ---------------------------------------- | --------------------------------- | --------------------------------- | --------------------------------- | --------------------------------- | --------------------------------- | --------------------------------- | --------------------------------- | --------------------------------- | --------------------------------- | --------------------------------- | --------------------------------- | --------------------------------- | --------------------------------- |
| Середньодобова тривалість світлового дня | 12.0                              | 12.0                              | 12.0                              | 12.0                              | 12.0                              | 12.0                              | 12.0                              | 12.0                              | 12.0                              | 12.0                              | 12.0                              | 12.0                              | 12.0                              |
| Джерело: Атлас погоди                    |                                   |                                   |                                   |                                   |                                   |                                   |                                   |                                   |                                   |                                   |                                   |                                   |                                   |

Національний парк озера Маньяра розташований за 126 км2 на південний захід від Аруші, і до нього можна дістатися автомобілем за півтори години. Неподалік від парку знаходиться аеропорт Лейк Маньяра. На півдні, на схилі над парком, розташований лісовий заповідник Маранг площею 35 399 га. На сході знаходиться міграційний коридор дикої природи Ква Кучінджа, який дозволяє дикій природі мігрувати між сусіднім національним парком Тарангіре на південному сході, озером Маньяра на заході та басейном Енгарука на півночі. У межах коридору Ква Кучінджа розташовано кілька сіл. Далі від озера та за межами сільської землі розташоване ранчо Маньяра площею 45 000 акрів, колишнє тваринницьке ранчо, яким з 2001 року керує Фонд охорони земель Танзанії.

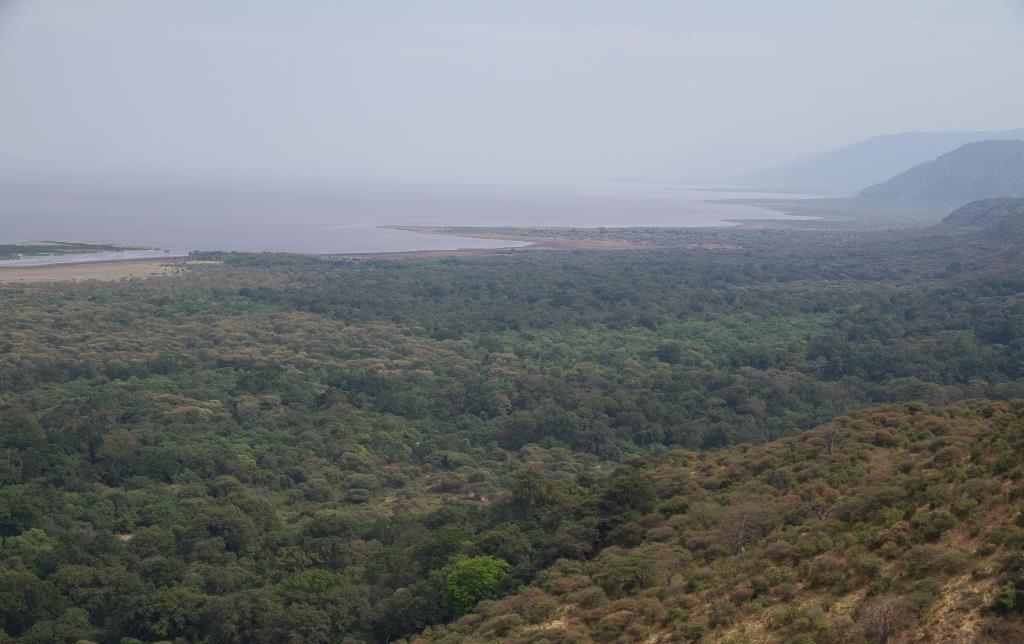
Вид на національний парк озера Маньяра

Національний парк озера Маньяра є частиною біосферного заповідника озера Маньяра. Озеро Маньяра, включно з територіями в межах національного парку та за його межами, а також лісовий заповідник Маранг на прилеглих височинах входять до Озеро Маньяра, важливого орнітологічного району.
Озеро Маньяра — мілководне лужне озеро на висоті 960 м, що утворився в западині в системі Рифтової долини. Коли озеро заповнене водою на максимум, його глубина сягає 3х метрів у глибину і займає дві третини парку. Озеро не має витоку, але живиться підземними джерелами та кількома постійними потоками, які стікають навколо нагір'я Нгоронгоро. Глибина озера і площа, яку воно охоплює, значно коливаються. У дуже посушливі періоди площа поверхні озера зменшується, оскільки вода випаровується, а іноді озеро повністю висихає. У 2010 році батиметричне дослідження показало, що середня глибина озера становить 0,81 м, а максимальна глибина близько 1,18 м. Максимально під час дощового сезону озеро досягає 40 км у довжину і завширшки на 15 км, з максимальною глибиною 3,7 м.
Біля озера розташовані великі болота, засолені рівнини (які розширюються в сухий сезон, коли площа поверхні озера зменшується) і трав'яниста заплава. На ділянці біля воріт парку знаходиться високий ліс, що підтримується грунтовими водами, де переважають вічнозелені фігові та червоні дерева. На західній стороні парку скелястий уступ стіни рифтової долини круто піднімається до 1,219 — 1,829 метрів. На схилах розкидані великі африканські баобаби (Adansonia digitata). Вузька зона густих акацієвих лісів росте біля основи рифтової стіни.

## Тваринний і рослинний світ

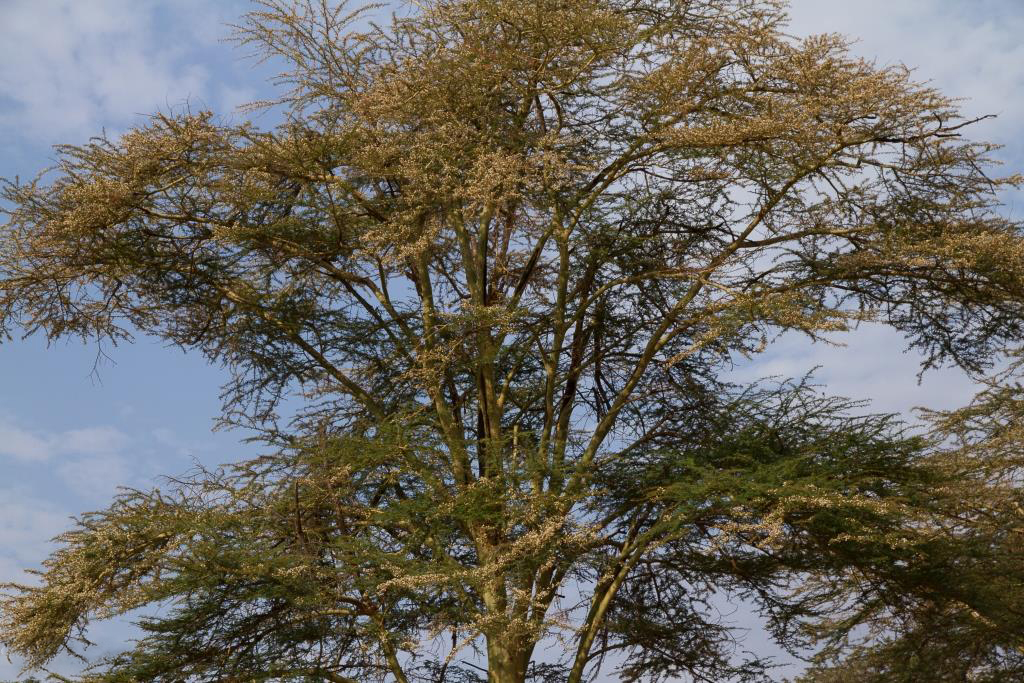
Акація в національному парку озера Маньяра

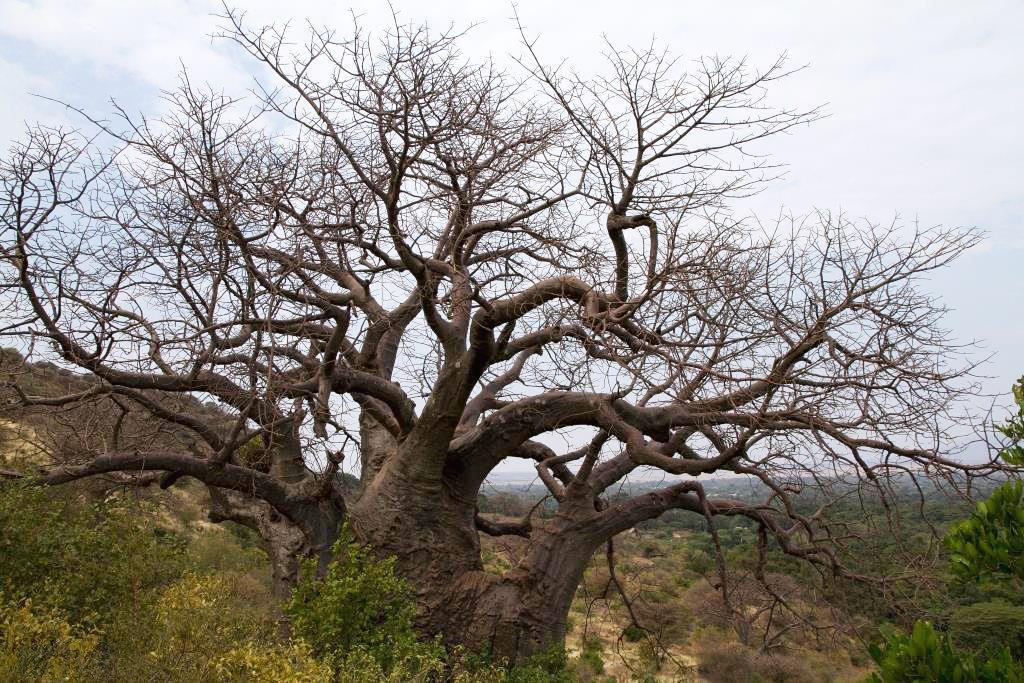
Африканський баобаб у національному парку озера Маньяра.

Флора національного парку «Озеро Маньяра» різноманітна, у ній задокументовано понад 670 видів квіткових рослин і папоротей. Більшість є широко поширеними видами; рідкісних або ендемічних видів небагато.

### Птахи

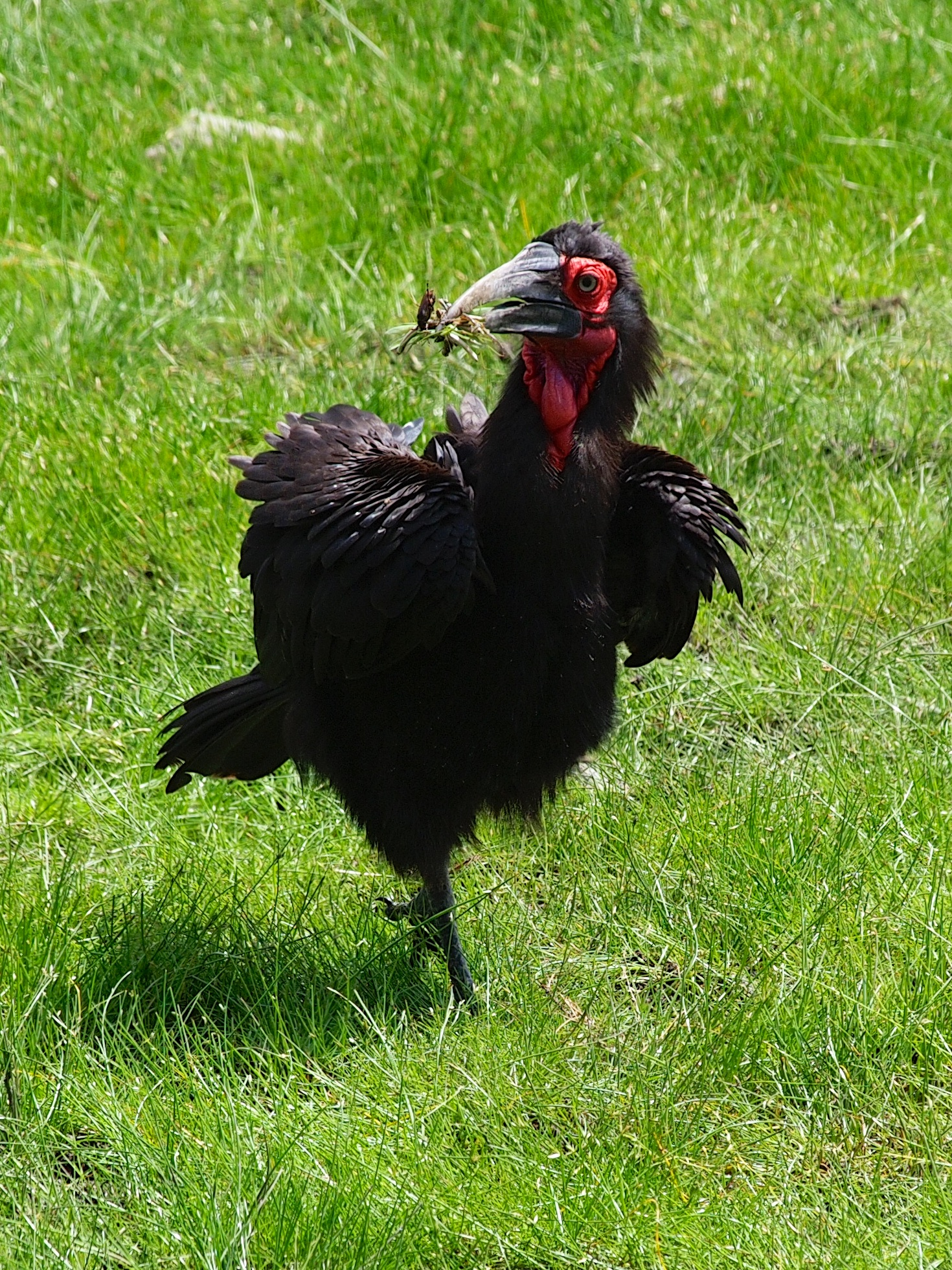
Птах рогатий ворон у національному парку озера Маньяра

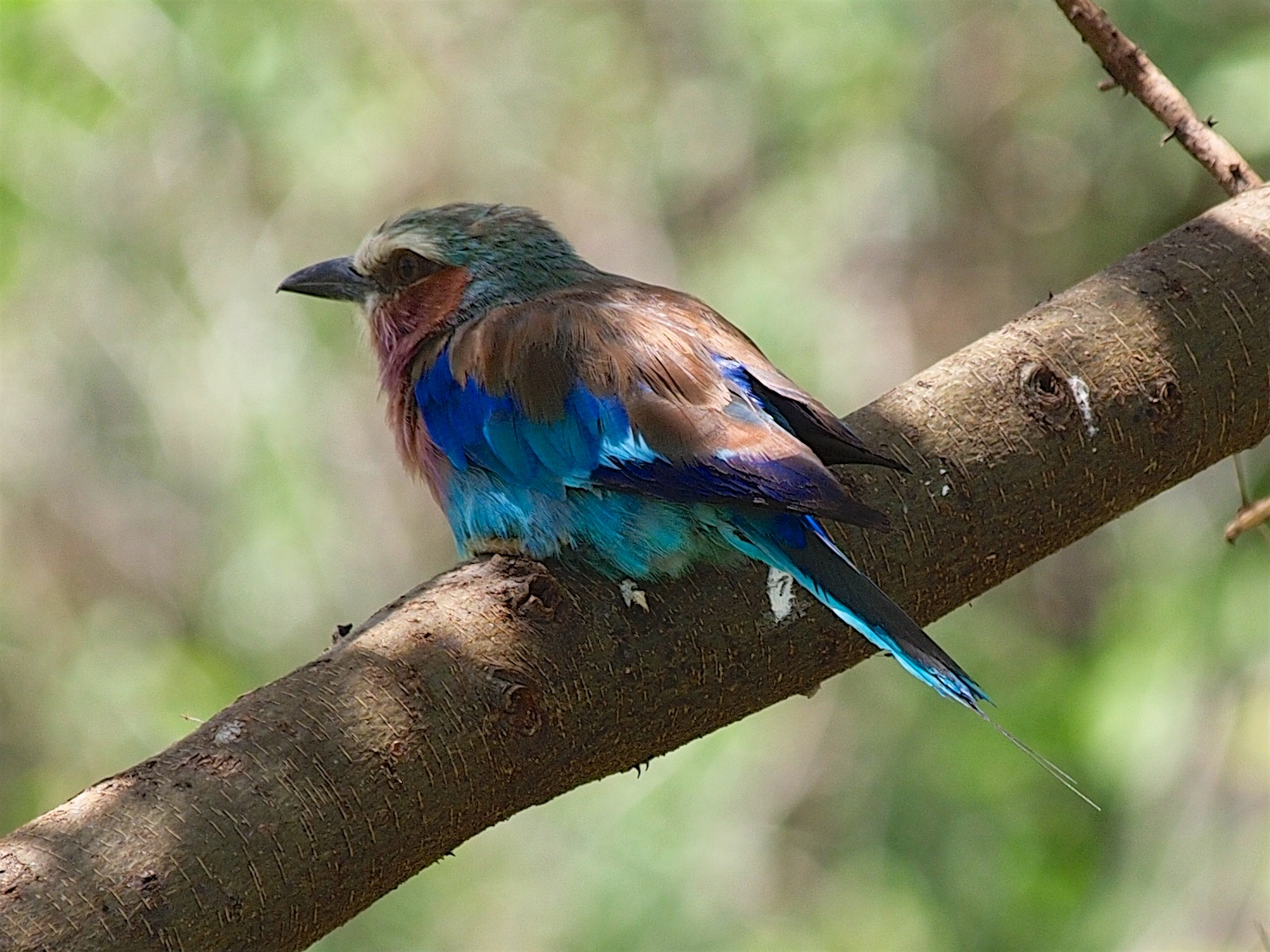
Сиворакша бузковогруда

Національний парк «Озеро Маньяра» відомий великими зграй фламінго, які живляться на березі озера у дощовий сезон. У 1991 році було приблизно 1 900 000 особин малого фламінго, які не розмножувалися, і 40 000 особин великого фламінго. Великий білий пелікан також може бути присутнім у великій кількості (приблизно 200 000 особин у 1991 році), і загалом, за оцінками, було 1 000 000-2 499 999 водоплавних птахів. Ліс на північ від озера, переважно в межах національного парку, є добре відомим місцем розмноження тисяч рожевих пеліканів і жовтоклювих лелек, а також меншої кількості марабу і чаплі сірої. Задокументовано понад 40 видів хижих птахів, у тому числі стерв'ятник і орлан-яструб. Загалом у національному парку було задокументовано більше 390 видів птахів, хоча в сухий сезон фламінго та інші водоплавні птахи зазвичай зустрічаються лише в невеликій кількості.

### Ссавці
Популяції великих мігруючих ссавців, зосереджені в основному в національному парку Тарангіре, але також мігрують через національний парк озера Маньяра. До них відносяться гну, зебри, газель Томсона та газель Гранта. Великі стада антилоп гну та інших тварин з території, контрольованої дичиною Мто ва Мбу, на короткі проміжки часу заходять у парк з півночі. Антилопи гну пасуться виключно на лужних луках навколо озера, іх чисельність є найвищою під час сухого сезону, зменшуючись до невеликих постійних популяцій у вологий сезон. До травоїдних тварин Національного парку озера Маньяра належать також зебра, бушбак, водяний козел, газель Гранта, імпала, газель Томсона, капський буйвол, жираф, бегемот, бабуїн, бородавочник та слон.
Дослідження 1980-х років виявили, що це одна з територій з найбільшою біомасою дикої природи в Африці, але чисельність слонів впала на 75 % між 1985 і 1991 роками в результаті незаконного полювання, а в 1996 році кількість слонів відновилася приблизно до 200 особин. Озеро Маньяра також колись було відоме великою популяцією чорних носорогів, але до 1996 року усі вони були винищені. Подібним чином рідбак був присутній у 1984 році, але в переписі 1996 року жодної особини не було знайдено. Серед хижаків Національного парку озера Маньяра є лев, леопард, африканська дика кішка, плямиста гієна, чорноспинний шакал, вухата лисиця , сервал, медоїд, африканська циветта, генета і кілька видів мангустів. Зрідка зустрічаються гепард і африканська золота кішка.

### Риба
Озеро Маньяра є важливим ареалом для зникаючих риб Oreochromis amphimelas, виду родини цихлід . Він є ендеміком Танзанії, а також живе в кількох солоних озерах із закритими басейнами. Експлуатація заборонена в частинах озера Маньяра в межах національного парку, а охоронювані паркові території забезпечують важливий насіннєвий матеріал для поповнення виловлених популяцій.

### Метелики
У парку задокументовано понад 180 видів метеликів.